# Sepulcro de Inés de Guevara
El sepulcro de Inés de Guevara, que forma pendant con el sepulcro del infante Felipe de Castilla, se conserva en la Iglesia de Santa María la Blanca de Villalcázar de Sirga, templo vinculado a la Orden del Temple y situado en la localidad palentina de Villalcázar de Sirga, que dista 10 kilómetros de Carrión de los Condes.
Según algunos autores, tanto el sepulcro del infante Felipe de Castilla, hijo de Fernando III el Santo, como el de su esposa, Inés de Guevara, que se encuentra en el mismo emplazamiento, son obras «paradigmáticas», excepcionales y de las más ricas y destacadas de su época, ya que se trata de dos sepulcros «exentos ricamente ornamentados y policromados», sin contar con que ambos son semejantes en lo que a forma e iconografía se refiere, lo que corrobora plenamente su condición de pendant, a juicio de Olga Pérez Monzón, que también aseguró que el sepulcro de Inés posee una mayor «dimensión escatológica» que el de su esposo, ya que este destaca por el carácter más profano o «mundano» de sus pasajes. Y el historiador Ricardo del Arco y Garay no vaciló en afirmar que ambos sepulcros son «probablemente los mejores del primer gótico en España», debido a que:

Conservan parte de la primitiva policromía, que las hacía maravillosas urnas funerarias, y están esculpidas en ellos las ceremonias religiosas y familiares de los entierros principescos de la Edad Media, constituyendo un valioso documento para el estudio de la indumentaria...son dos monumentos capitales en la historia del arte funerario español, desde el punto de vista de las costumbres, los trajes, los muebles, la panoplia, los arneses y la heráldica del siglo XIII.

## Autoría y cronología

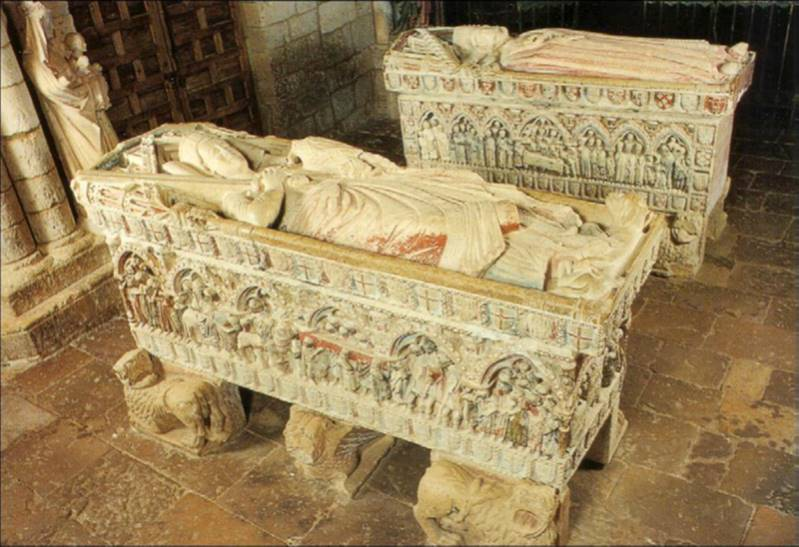
Sepulcros del infante Felipe de Castilla y de Inés de Guevara.

Algunos eruditos indican que, al igual que el del infante Felipe, debió ser labrado en la primera mitad del siglo XIII, aunque otros han precisado que debió ser ejecutado hacia 1274, basándose en la fecha de defunción del infante. La profesora Clementina Julia Ara Gil considera que estos sepulcros son obra de un taller palentino y posteriores a 1260, mientras que Nuria Torres Ballesteros afirma, basándose en el sepulcro de Inés y en algunos aspectos estéticos, que deben ser fechados hacia 1300, aunque admite que tal vez el del infante fuera realizado un poco antes. Y el prestigioso heraldista Faustino Menéndez-Pidal de Navascués, por su parte, indicó que los sepulcros debieron ser realizados después de noviembre de 1275, ya que fue en esos momentos cuando se concedió permiso a la Orden templaria para edificar una iglesia y un hospital en Villalcázar de Sirga.
Tradicionalmente se ha señalado que fueron labrados por Antón Pérez de Carrión, del taller de Carrión de los Condes, y autor de otros sepulcros en el monasterio de Santa María la Real de Aguilar de Campoo, que es un municipio situado también en la provincia de Palencia, y de otros en el monasterio de San Zoilo, situado en Carrión de los Condes, aunque ya Elías Tormo indicó que esa autoría solamente es una probabilidad, como manifestó Arco y Garay.
La semejanza de ambos sepulcros demuestra que ambos fueron realizados al mismo tiempo o con «poquísima diferencia», en palabras de Ricardo del Arco y Garay. Y cabe la posibilidad, como apuntó Sánchez Ameijeiras, de que el sepulcro hubiera sido labrado por entalladores, ya que estos profesionales se dedicaban tanto a la escultura como a la pintura en esa época.

## Historia

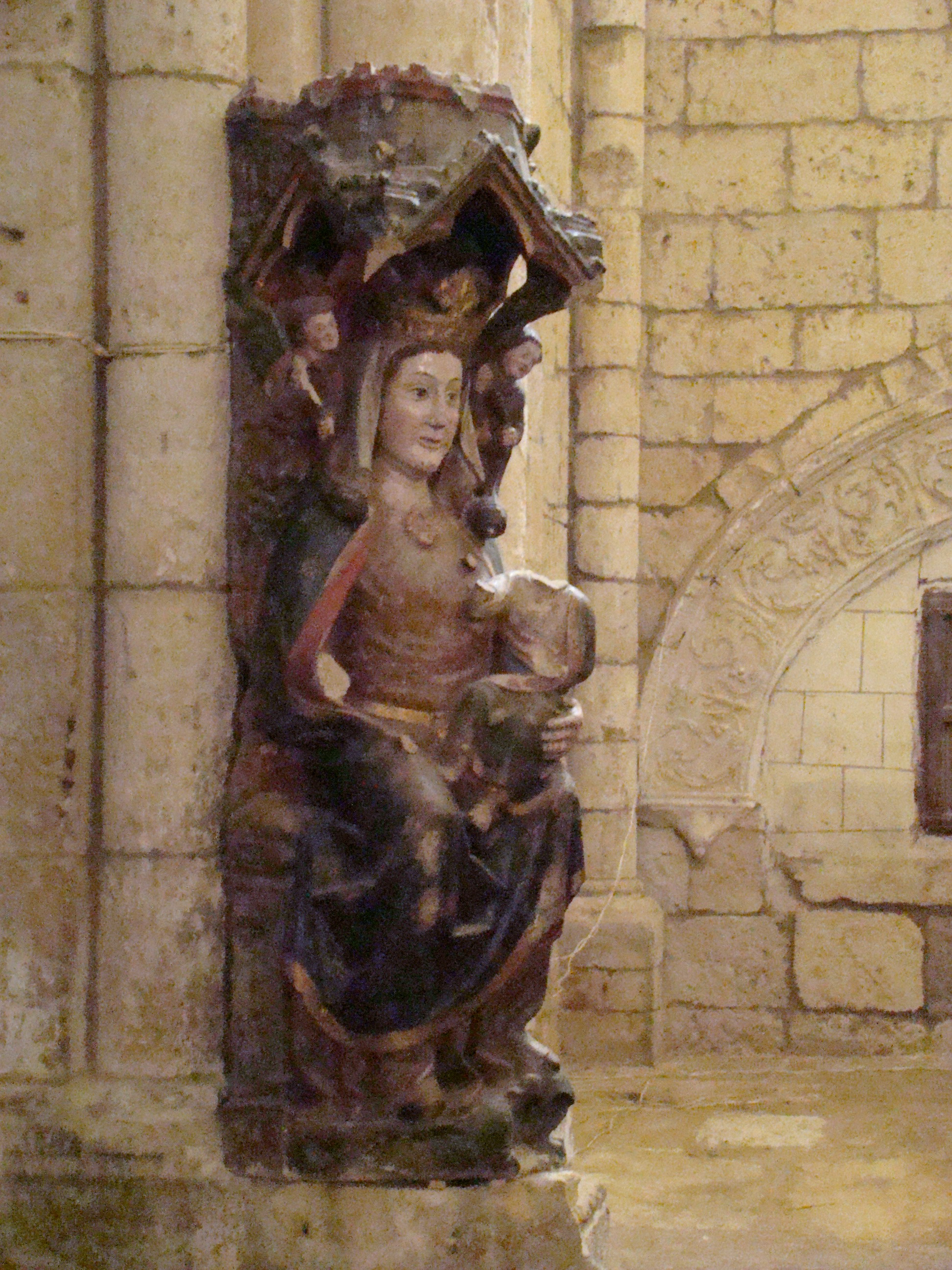
Imagen sedente de la Virgen María, protagonista de las Cantigas, en la capilla de Santiago de la iglesia de Santa María la Blanca de Villalcázar de Sirga. Esta imagen es una copia, y unos veinte años posterior, de la imagen sedente de la Virgen que da nombre al templo y que está ubicada en el retablo mayor de la iglesia.

Aunque en el pasado se supuso que en este sepulcro descansaban los restos de la tercera esposa del infante Felipe, Leonor Rodríguez de Castro, o incluso una hija ilegítima del infante llamada Beatriz Fernández, en la actualidad ha quedado plenamente corroborado que el sepulcro corresponde a Inés de Guevara gracias a los escudos y emblemas heráldicos esculpidos en el sepulcro, que no se corresponden con los de la Casa de Castro, sino con los de las familias Guevara y Girón, como demostró fehacientemente Menéndez Pidal de Navascués.
En opinión de Olga Pérez Monzón, la elección de la iglesia de Santa María la Blanca como lugar de sepultura por parte del infante fue motivada por la ubicación del municipio en una de las principales vías del Camino de Santiago, por la fama devocional conseguida por la imagen de Santa María la Blanca gracias a las Cantigas de Santa María, de Alfonso X el Sabio, que dedicó al menos doce cantigas a esta imagen, y por el hecho de que Villalcázar de Sirga fuera en esos momentos la única encomienda de los Caballeros templarios al norte del río Duero, lo que llevó a la historiadora Rocío Sánchez Ameijeiras a afirmar que en la época del infante Felipe «Villasirga era un escaparate político de primer orden».
A consecuencia del Terremoto de Lisboa de 1755, la iglesia de Santa María la Blanca sufrió gravísimos daños y también los sepulcros, quedando partida por la mitad en aquellos momentos la tapa del sepulcro del infante, sobre la que está su estatua yacente, ya que se desplomó sobre ella la bóveda del último tramo de la nave principal del templo.
Los sepulcros del infante Felipe y de su segunda esposa estuvieron colocados en el pasado en el coro del templo, hasta que la Comisión de Monumentos de la provincia decidió trasladarlos a la capilla de Santiago del templo en 1926, donde permanecen en la actualidad. Al lado del sepulcro donde yace el infante, se encuentra el sepulcro que cobija los restos de su segunda esposa, y en la misma capilla se encuentra actualmente un tercer sepulcro, realizado en el siglo XIV, en el que se encuentra sepultado un caballero de la Orden de Santiago.
Algunos autores han planteado la hipótesis de que los sepulcros del infante Felipe y de su esposa, junto con una imagen sedente y entronizada de la Virgen María que es la protagonista de las Cantigas, estuvieran colocados al principio a los pies del templo y con una escenografía similar a la existente en la primitiva Capilla Real de la catedral de Sevilla, donde la Virgen de los Reyes, también sedente y entronizada, se hallaba junto a los sepulcros de los reyes Fernando III, Beatriz de Suabia y Alfonso X.
Los dos sepulcros fueron abiertos en múltiples ocasiones a lo largo de los siglos, y así, consta que lo fueron en 1497, 1702, 1815, 1844, 1857, 1865, 1897 y 1911.

## Descripción

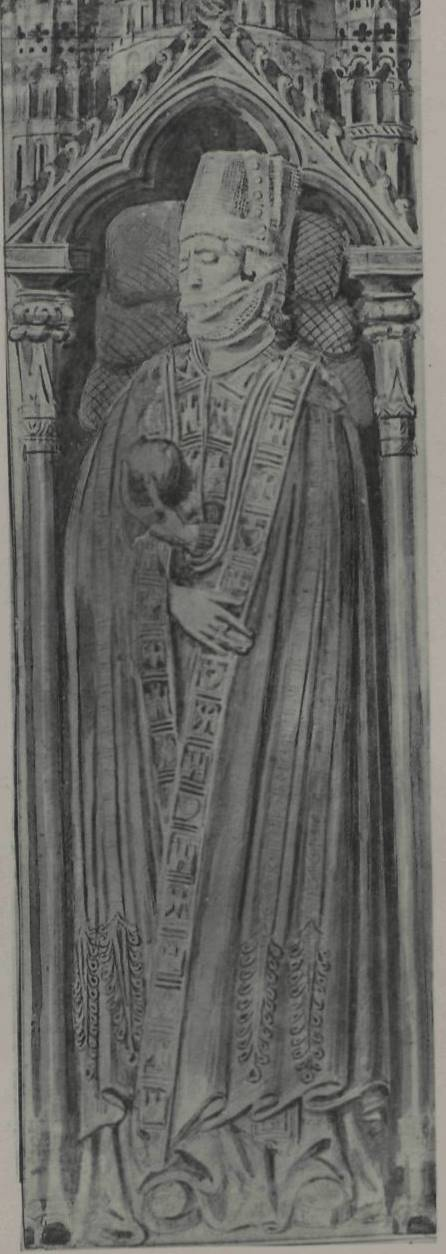
Estatua yacente del sepulcro de Inés de Guevara.

El sepulcro está compuesto por una sola caja con su cubierta o tapa, mide unos 250 centímetros de longitud, y carece de elementos ornamentales tanto en la caja sepulcral como en su tapa en las zonas de la cabeza y de los pies.
Sobre la tapa del sepulcro se halla la estatua yacente que representa a la difunta, que aparece vistiendo una larga túnica y llevando un pimiento en su mano izquierda, según algunos autores, o un corazón según otros, por lo que en opinión de algunos eruditos parece ofrecer su corazón al difunto infante, en una «póstuma declaración de amor», en palabras de Rocío Sánchez Ameijeiras. Sin embargo, esta historiadora cree más bien que se trata de un «ruego póstumo por la salvación de la atormentada alma de don Felipe». La estatua yacente mide dos metros de longitud, una orla de escudos rodea la urna y su tapa, y los ropajes de la dama son «interesantísimos», en palabras de Arco y Garay, ya que se componen de «rica túnica, alta tiara con barboquejo, que oculta toda la boca y barbilla, al modo mahometano, y manto con fimbria labrada con los mismos escudos que el sepulcro».
La dama lleva una cinta rizada que cubre sus labios. La cabeza reposa sobre tres almohadones, y en los lados de la tapa dos largas cintas muestran los escudos de armas del infante Felipe y los de la Casa de Girón, así como en los laterales del arca sepulcral, por lo que en el sepulcro de Inés hay cuatro clases de escudos diferentes: los dos de su propia familia, que son los de Guevara y Girón, los de su esposo, el infante Felipe, y la cruz roja del Temple, como indicaron Menéndez Pidal de Navascués y Alberto Montaner Frutos. Y ese conjunto de escudos son los únicos que permiten identificar a la ocupante del sepulcro, como advirtió Menéndez Pidal de Navascués, ya que el sepulcro carece de epitafio o inscripciones.
En los laterales del arca sepulcral, varios relieves muestran el sepelio de la difunta, tal y cómo se realizaba en aquella época y, al igual que el sepulcro del infante Felipe, descansa sobre águilas y leones que actúan a modo de pedestales. Ricardo del Arco y Garay, por su parte, proporcionó la siguiente descripción del arca sepulcral, aunque erró al identificar a la difunta con la tercera esposa del infante, Leonor Rodríguez de Castro:

La urna sepulcral es algo más pequeña que la de D. Felipe, y ofrece la particularidad de que sólo en los costados hay obra escultórica. El asunto, además, se desarrolla de modo distinto; el artista dispuso la obra en dos grandes grupos encuadrados por arquillos lobulados, como en la del infante, pero el asunto principal ocupa el centro de la línea en cada uno de los costados. Doña Leonor se ve tendida sobre la urna, cubierta con manto granate; la cabeza, tocada al modo oriental, reclinada sobre tres almohadones. Rodean la tumba varias figuras, una joven orante, un caballero con manto granate, dos pajes, etc. Encima, dos ángeles llevan sobre un sudario el alma de la difunta al cielo. Siguen un prelado, acólitos, un templario, el ayo o preceptor con la niña, futura infanta, a la que acaricia, tres damas, pajes, dueñas, plañideras y sirvientes. En el costado que mira a la nave central, se ve el féretro, cuatro prelados, incluso el oficiante, acólitos y servidores. En el grupo siguiente, un abad mitrado y religiosos, cuatro benedictinos y otros tantos templarios, un mayordomo con dos pequeñuelos y una figura alegórica del dolor. En la parte de la cabecera, tres grupos de religiosos agustinos, franciscanos y cistercienses.

María Francisca Solano Pereda-Vivanco, por su parte, afirmó en 1932 que: «este sepulcro es mucho más delicado...hay mayor finura incluso en la ejecución, mejor manera de entender la perspectiva, más naturalidad en la disposición de las figuras y de los paños y mayor perfección en la manera de entender la escena central».

## Objetos extraídos

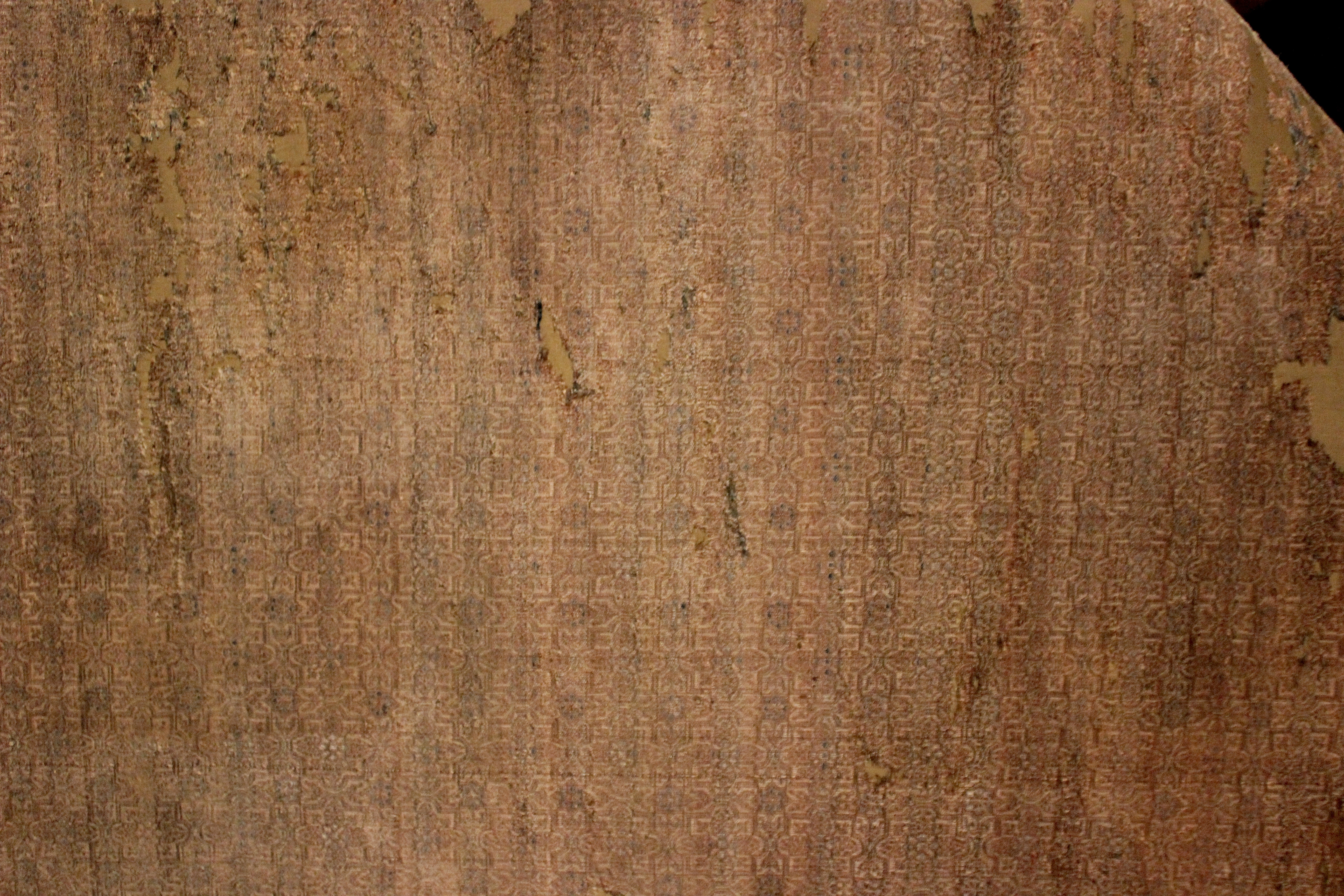
Capa o manto del infante Felipe de Castilla. (Museo Arqueológico Nacional de España, Madrid).

La mayor parte de la capa o manto del infante Felipe de Castilla se conserva en el Museo Arqueológico Nacional de Madrid, después de que en el año 1844 fuera llevada al Palacio Real de Madrid por orden de la reina Isabel II junto con otra serie de restos textiles procedentes de los sepulcros del infante y de su esposa.
En el Museo Arqueológico Nacional también se encuentran, además de la capa o manto del infante, su bonete decorado con cuadrifolios y con múltiples escudos, así como el cojín sobre el que descansaba la cabeza de la momia de Inés de Guevara, de seda y decorado «ajedrezadamente» con los colores heráldicos de la difunta.
La mayor parte de las piezas del sepulcro de Inés de Guevara, que se encontraban en peor estado de conservación, junto con otras partes del ajuar del infante, fueron vendidas a varias personas e instituciones, como indicó Sánchez Ameijeiras.